# TV-aksjonen
TV-aksjonen (tj. televizní sbírka) je každoroční celostátní norská veřejná sbírka pro charitativní účely, které se koná od roku 1974. Je organizována norskou rozhlasovou a televizní společností NRK ve spolupráci s vybranými organizacemi. Ke sbírce dochází několika způsoby. Nejdůležitější je přibližně 100 000 dobrovolníků s kasičkami, kteří jdou dům od domu všech 1,8 milionů norských domácností.

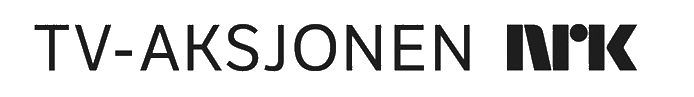
Logo TV Campaign

Další možností přispět je tradiční živě vysílaná televizní sbírka kde mohou přispět firmy a soukromé osoby. Sbírka také pokračuje po dni televizní sbírky. Účel sbírky je určen v radě pro veřejnou sbírku v NRK.
Rada pro uprchlíky a norská církevní charita jsou organizace, pro které byla televizní sbírka organizovaná nejčastěji. Sbírka je organizována každý rok jednu neděli v říjnu. V tento den věnuje televizní kanál NRK1 hodně z jejího vysílacího času informování o sbírce a organizaci za ní. Kromě toho má NRK pořady o televizní sbírce před samotnou sbírkou. Měřeno ve finančních prostředcích získaných na osobu je televizní sbírka největší světovou sbírkou. Televizní sbírka je považována za nejznámější sbírku v Norsku.
Vybraná organizace v roce 2015 je Fond pro deštný prales.